# Gwoździec (Petite-Pologne)
Pour les articles homonymes, voir Gwoździec.
Gwoździec est une localité polonaise de la gmina de Zakliczyn, située dans le powiat de Tarnów en voïvodie de Petite-Pologne.